# Alcadia guadaloupensis
Hélicine de la Guadeloupe
Espèce
Alcadia guadeloupensis, l’Hélicine de la Guadeloupe, est une espèce de gastéropodes terrestres de la famille des Helicinidae, endémique des Petites Antilles.

## Description
La coquille est lenticulaire, brun rouge à brun jaune, lisse, épaisse, ornée de stries de croissance nettes, irrégulières et obliques auxquelles se superpose une microsculpture de sillons obliques divergents. Le dernier tour de spire est caréné,,.
L’ouverture présente un angle saillant dirigé vers l’avant et l’extérieur, à l’extrémité columellaire du bord basal. Cette dent, observable en vue inférieure, est séparée de la région ombilicale par un petit sillon. Le rebord de la bouche est épaissi et légèrement évasé, de couleur plus clair que le reste de la coquille.
Les spécimens juvéniles présentent un périostracum poilu,, tandis que les spécimens adultes ne préservent plus que de très fines lignes spirales ponctuées de soies épidermiques.
Le diamètre de la coquille est compris entre 5 et 11 mm,.
Selon Mazé, l’animal est d’une coloration noire uniforme, bien que des spécimens gris clair, à tentacules et bandeau post-oculaire noirs et au corps plus ou moins maculé de gris sombre ou de noir soient également observés.

## Distribution
L’hélicine de Guadeloupe épais est connue d’un petit nombre d’îles des Petites Antilles, à savoir :
- Montserrat[7],
- Guadeloupe[4],
- Marie-Galante[4],
- Dominique[5],
- Martinique[3].

L'espèce est rare en Guadeloupe, limitée à des localités bien circonscrites, principalement de l’île de Basse-Terre,,.
L’Hélicine de Guadeloupe est, en revanche, commune en Martinique et en Dominique.

## Écologie
L’animal s’observe le matin ou par temps pluvieux sur le tronc des arbres, les feuilles des arbustes et des plantes basses. Il s'agit cependant d'une espèce principalement de litière pouvant se rencontrer sous les pierres et les détritus végétaux. Cette espèce occupe les lieux frais de la forêt sèche, mais peut occasionnellement se rencontrer en forêt pluvieuse.
L’espèce est active de nuit comme de jour. Elle se nourrit d’algues et de champignons.

## Systématique
Le nom valide complet (avec auteur) de ce taxon est Alcadia guadaloupensis (Sowerby, 1842).
L’espèce a été initialement décrite en 1842 par George Brettingham Sowerby II sous le protonyme d’Helicina guadaloupensis. Son épithète spécifique, guadaloupensis, fait référence à la localité-type, à savoir la Guadeloupe.
Ce taxon porte en français le nom vernaculaire ou normalisé suivant : Hélicine de la Guadeloupe.
Alcadia guadaloupensis a pour synonymes, :
- Helicina (Oligyra) guadelupensis [sic]
- Helicina guadaloupensis G. B. Sowerby II, 1842
- Helicina guppyi Pease, 1871

### Publication originale
- (en + la) G. B. Sowerby, « Monograph of the genus Helicina », dans G. B. Sowerby, Thesaurus conchyliorum, or monographs of genera of shells, vol. 1, Londres, 1842, 433 p. (lire en ligne), p. 7.